# American Aristocracy
American Aristocracy (Aristocracia americana, em tradução livre) é um filme mudo de aventura e comédia dramática norte-americano de 1916, dirigido por Lloyd Ingraham e estrelado por Douglas Fairbanks. Uma cópia de 35mm do filme é preservada na George Eastman House e está em domínio público.

## Elenco
- Douglas Fairbanks como Cassius Lee
- Jewel Carmen como Geraldine Hicks
- C.A. de Lima como Leander Hicks
- Albert Parker como Percy Horton
- Artie Ortego como Delgado